# Citalopram
Citalopram is een antidepressivum, in België en Nederland onder meer op de markt onder de naam Cipramil®. Het remt de heropname van de neurotransmitter serotonine in de hersenen; het behoort tot de selectieve serotonineheropnameremmers, vaak afgekort tot SSRI (van het Engelse selective serotonin reuptake inhibitors). Serotonine is betrokken bij zaken als stemming, eetlust en emotie maar beïnvloedt tevens het dopaminerge systeem, dat ook te maken heeft met emotie en waar waarschijnlijk een soort 'beloningscentrum' zit.
Citalopram werd geoctrooieerd in 1979 door Kefalas A/S, een dochtermaatschappij van het Deense bedrijf Lundbeck. Lundbeck bracht het in Denemarken in 1989 op de markt onder de merknaam Cipramil. Voor de Verenigde Staten verkocht Lundbeck de rechten aan Forest Pharmaceuticals die het verkocht onder de naam Celexa. Het octrooi is inmiddels verlopen en er zijn verschillende generieke vormen van het middel op de markt.

## Bijwerkingen
De volgende bijwerkingen kunnen optreden:
Zeer vaak (> 10%): misselijkheid, droge mond, slaperigheid, slapeloosheid, hyperhidrose, hoofdpijn.
Vaak (1-10%): gewichtsafname, anorexie, agitatie, nervositeit, angst, abnormale dromen, concentratiestoornissen, tremor, paresthesieën, duizeligheid, aandachtsstoornis, tinnitus, geeuwen, rinitis, sinusitis, maag-darmklachten, jeuk, spierpijn, artralgie, urineretentie, libidoverlies, erectiestoornis, ejaculatiestoornis, vermoeidheid, asthenie.
Soms (0,1-1%): gewichtstoename, meer eetlust, agressie, hallucinaties, manie, syncope, mydriase, bradycardie, tachycardie, urticaria, alopecia, huiduitslag, purpura, menorragie, oedeem.
Zelden (0,01-0,1%): hyponatriëmie, grand-mal-aanvallen, dyskinesie, dysgeusie, bloedingen, hepatitis, koorts. Bij staken kunnen onthoudingsverschijnselen optreden.
Verder is gemeld: trombocytopenie, overgevoeligheid, anafylactische reactie, SIADH (vnl. bij oudere vrouwen), hypokaliëmie, paniekaanval, tandenknarsen, rusteloosheid, suïcidaal gedrag (tijdens behandeling en vlak na stoppen), convulsie, serotoninesyndroom (met agitatie, tremor, myoklonie en hyperthermie), extrapiramidale aandoening, acathisie (m.n. in de eerste weken van de behandeling), bewegingsstoornis, afgenomen gezichtsvermogen, orthostatische hypotensie, neusbloeding, gastro-intestinale bloeding, abnormale leverfunctietest, ecchymosis, angio-oedeem, metrorragie, priapisme, galactorroe. Met name bij vrouwen, hypokaliëmie en hartziekten: verlengd QT-interval, ventriculaire aritmie incl. 'torsade de pointes'. Bij gebruik van SSRI's en TCA's neemt, vooral boven de leeftijd van 50 jaar, de kans op botfracturen toe.
Bij opvallend meer of ernstiger bijwerkingen kan sprake zijn van een CYP2C19-polymorfisme.
Op 1 november 2011 waarschuwden de gezondheidsautoriteiten voor een gevaarlijke hartritmestoornis. De fabrikant zond een brief dienaangaande naar de voorschrijvers en afleveraars.

## Interacties
Gelijktijdig gebruik met middelen die het QT-interval verlengen, zoals pimozide is gecontra-indiceerd.
Het gebruik van SSRI's tegelijk met gebruik van MAO-remmers is gevaarlijk; het kan leiden tot het serotoninesyndroom, waarbij onder andere misselijkheid, diarree, beven, slaapstoornissen, bewustzijnsstoornissen, en verwardheid kunnen voorkomen. De precieze oorzaak van het serotoninesyndroom is onbekend.
Citalopram is ook een zwakke remmer van het leverenzym CYP2D6, dat veel verschillende verbindingen omzet.

## Farmacokinetiek

### Absorptie
Een orale dosis van 40 mg citalopram bereikt de hoogste concentratie in het bloed, 1 tot 6 uur na toediening. Vergeleken met een intraveneuze toediening (in de bloedbaan) is de beschikbaarheid van een orale vaste dosis ongeveer 80%, van de druppelvloeistof 100%.

### Metabolisme
Citalopram wordt in de lever afgebroken door een paar enzymen uit het cytochroom P450-enzymsysteem, een groep enzymen die verantwoordelijk is voor de afbraak van veel verschillende verbindingen. Het betreft voornamelijk de enzymen CYP2C19 en CYP3A4.
Citalopram wordt omgezet naar de volgende metabolieten:
- Desmethylcitalopram (DCT)
- Didesmethylcitalopram (DDCT)
- Citalopram-N-oxide
- Een zuurderivaat.

De eerste drie stoffen zijn minder actieve metabolieten, dat wil zeggen dat ze ongeveer dezelfde werking hebben als citalopram, maar minder selectief en minder potent. Zelf is citalopram maar een zwakke CYP2C19-remmer, zodat het relatief veilig als antidepressivum kan worden gebruikt bij vrouwen die tamoxifen slikken.

### Eliminatie
De helft van de toegediende dosis citalopram wordt na ongeveer anderhalve dag uitgescheiden. Ongeveer 85% wordt via de ontlasting uitgescheiden, de rest via de nieren. Circa 17% van de dagelijkse dosis citalopram wordt onveranderd uitgescheiden in urine.

## Veiligheidswaarschuwing
Op 31 oktober 2011 stuurde de firma Lundbeck een waarschuwingsbrief rond inzake de cardiovasculaire veiligheid.

## Chemie
Het molecuul van citalopram bevat, zoals de structuurformule laat zien, een chiraal koolstofatoom. Omdat een dubbele dosis citalopram en een enkele dosis escitalopram (het zuivere S-isomeer) vrijwel hetzelfde klinische effect hebben, wordt aangenomen dat het R-isomeer vrijwel geen werking heeft. Het softenon-drama heeft duidelijk gemaakt dat de verschillende stereochemische vormen van een molecuul heel verschillende effecten kunnen hebben. Om deze reden wordt de voorkeur gegeven aan het enantiomeer zuivere escitalopram boven het racemaat citalopram.

## Boete Europese Commissie
Op 19 juni 2013 legde de Europese Commissie de firma Lundbeck een boete op van € 93,8 miljoen en zijn generieke mededingers een van € 52,2 miljoen, wegens het vertraagd op de markt brengen van generiek citalopram.

## Andere SSRI's
- Paroxetine (Seroxat®)
- Fluoxetine (Prozac®)
- Escitalopram (Lexapro®, Sipralexa®)
- Sertraline (Zoloft®, Serlain®)
- Fluvoxamine (Fevarin®)